# Каргабазар
Каргабазар (азерб. Qarğabazar) — село в Деделинской административно-территориальной единице Физулинского района Азербайджана. Расположено село в 8 км к югу от города Физули, у подножья горы Иланлыдаг (559,7 м), на высоте 460 метров.

## Топонимика
Существует несколько версий происхождения названия села. По одной версии, село было основано выходцами из расположенного в средние века на территории восточной Турции села Каргабазар. По другой версии ойконим происходит от тюркских слов карга (вулканический камень) и базар (место, где много всего).
Существует также версия, что топоним происходит от слов карга (азерб. qarğa — ворона) и базар (множество), так как в Азербайджане существует много объектов, связанных с названием данной птицы. К примеру, скала Каргабазар на территории Карадагского района связано с тем, что здесь наблюдали большие стаи ворон. Помимо этого, на территории Дашкесанского, Кельбаджарского и Товузского районов существуют скалы Карга, в селе Меликумуд Зердабского района — степь Каргалы.

## История
В годы Российской империи село Каргабазар входило в состав Джебраильского уезда Елизаветпольской губернии. В селе действовала двуклассная русско-татарская (русско-азербайджанская) школа, дававшая начальное образование.
В советские годы село входило в состав Деделинского сельсовета Физулинского района Азербайджанской ССР. В селе были расположены средняя школа, клуб, библиотека, больница, отдел связи, телефонный автомат, а также животноводческий комплекс близ села. В результате Первой карабахской войны в августе 1993 года перешло под контроль непризнанной Нагорно-Карабахской Республики и было переименовано в Иджеванатун(арм. Իջեւանատուն).
20 октября 2020 года в видеообращении к нации президент Азербайджана Ильхам Алиев объявил, что азербайджанская армия освободила село Каргабазар Физулинского района.

### Восстановление
8 ноября 2023 года Ильхам Алиев заложил символический фундамент разрушенного села Гаргабазар в Физулинском районе.

## Население
По данным «Свода статистических данных о населении Закавказского края, извлечённых из посемейных списков 1886 года» в селе Каргабазар одноимённого сельского округа Джебраильского уезда Елизаветпольской губернии было 56 дымов и проживал 361 азербайджанец (указаны как «татары»), которые были суннитами по вероисповеданию, из них 7 человек были беками, остальные — крестьянами.
По данным «Кавказского календаря» на 1912 год в селе Каргабазар Карягинского уезда проживало 610 человек, в основном азербайджанцев, указанных в календаре как «татары».
Согласно результатам Азербайджанской сельскохозяйственной переписи 1921 года, селение Каргабазар одноимённого сельского общества Карягинского уезда Азербайджанской ССР населяли 760 человек (178 хозяйств), преобладающая национальность — тюрки-азербайджанцы.
В 1977 году в селе проживало 823 человека. Население села занималось животноводством и возделыванием пшеницы.
После первой Первой карабахской войны село было опустошено.

## Известные уроженцы, жители
- Касимов, Панах Алекпер оглы (1881—1937) — деятель просвещения, член ЦИК Закфедерации.
- Ибрагимов, Ибрагим Ибишевич (1912-1994) -  математик, академик АН Азербайджанской ССР
- Гараев, Галиб (1947-) - врач, директор ЦНИЛ Азербайджанского Медицинского Университета

## Достопримечательности
- Кувшинные погребения II века до н. э. — II века н. э.[5];
- Караван-сарай, построенный в 1681 году[13];
- Мечеть Гияс ад-Дина, построенная в 1682 году[5];
- Развалины хаммама[5];
- Тюрбе XVIII века[5];

## Комментарии
1. ↑  Сардаров (Ибрагимов) Буниат Мадат оглы (1889—1919) родился в селе Каргабазар Джебраильского уезда в бедной крестьянской семье. Начальное образование получил в двухклассной русско-татарской (русско-азербайджанской. — Ред.) школе…[3]
2. ↑  Действительно, существовавшие в Каргабазаре и Шуше русско-татарские школы являлись начальными, какие тогда были во многих уездах Азербайджана. Они давали элементарные знания: умение читать, писать. Эти школы были созданы после вхождения Азербайджана в состав России и явились последствием прогрессивного влияния передовой культуры русского народа на окраины России. Многие азербайджанцы, впоследствии сыгравшие большую роль в развитии науки и культуры в Азербайджане, начальное образование получили в этих русско-татарских школах[4].
3. ↑  До советизации азербайджанцев в русскоязычных источниках называли в основном «татарами», «закавказскими татарами» или «азербайджанскими татарами». Подробнее см. в статье «Азербайджанцы»